# Journal d'un amour perdu
Journal d'un amour perdu est un livre d’Éric-Emmanuel Schmitt, publié en 2019 par les Éditions Albin Michel.
Sous forme de journal, il narre le décès de sa mère et le processus de deuil qui s’ensuit durant deux ans. C’est son troisième ouvrage à caractère autobiographique, après Ma vie avec Mozart et La Nuit de feu, sur un total de 46 textes publiés.

## Résumé
« Maman est morte ce matin et c'est la première fois qu'elle me fait de la peine. » l’auteur raconte le tournant dans son existence qu’a représenté la disparition de sa mère à laquelle il était lié par un amour fusionnel.
Le journal de cette épreuve retrace la reconquête progressive du désir de vivre, puis du bonheur après cet évènement brutal. Il dresse également le portrait d’une femme magnifique, explore les moments clés de son enfance et de son adolescence, raconte sa passion pour le théâtre, montre comment sa vie est fondée sur de grandes émotions offertes par sa mère. Le livre raconte aussi le rapport difficile au père, son enquête sur les secrets familiaux et l’ultime chemin qu’Éric-Emmanuel Schmitt accomplit sur sa filiation.

## Réception critique
À sa sortie, ce texte reçoit un accueil favorable de la part de la critique. Le journal La Croix, en dit ceci : « Dans un livre formidablement indiscret, Éric-Emmanuel Schmitt raconte son immense chagrin après le décès brutal de sa mère ». 
Le journal Le Soir fait également une critique positive de ce texte et résume son livre ainsi : « Éric-Emmanuel Schmitt raconte son « devoir de bonheur » envers cette femme qui lui a tout donné : la vie, la passion de la culture et des arts, le sens de l’humour, la joie d’exister, un amour infini… Émouvant et juste  ». 

## Éditions
Édition imprimée originale
- Éric-Emmanuel Schmitt, Journal d'un amour perdu, Paris, Albin Michel, 4 septembre 2019, 256 p., 140 × 205 mm (EAN 9782226443892).

Édition imprimée au format de poche
- Journal d'un amour perdu, Paris, Librairie générale française, coll. « Le Livre de poche », 1er septembre 2021, 240 p., 18 cm (EAN 9782253079804).

Livre audio
- Éric-Emmanuel Schmitt, Journal d'un amour perdu, Paris, Audiolib, 9 octobre 2019 (EAN 9791035401184). Texte intégral ; narrateur : Éric-Emmanuel Schmitt ; support : 1 disque compact audio ; durée:5 h 37 min environ.